# Brachys gregori
Brachys gregori es una especie de escarabajo barrenador metálico del género Brachys, categorizada en la tribu Trachyini, de la subfamilia Agrilinae.

## Taxonomía
Fue descrita científicamente por Obenberger en 1937.
Tratamiento taxonómico
La especie aparece registrada y publicada en De generis Brachys Solier speciebus novis (Col. Buprestidae). Entomologické Listy 1:17-28. (1937).